# 布蘭登堡部隊
布蘭登堡部隊（德語：Brandenburger）是第二次世界大戰期間納粹德國的一支特種部隊。該單位由德國情報機構「阿勃維爾」於1939年間建立，起初僅負責軍事情報偵蒐、滲透與敵後破壞等任務；其成員主要由受納粹主義思想感召的海外德意志裔志願人員組成，因此成員多半精通外語，通常也對任務地點或作戰區域的地形環境有一定程度的熟悉。
布蘭登堡部隊通常由不同的陸軍單位指揮，並廣泛於東歐、非洲南部、阿富汗、中東與高加索等地區執行任務。戰爭後期，該部隊的部分單位亦奉命至南斯拉夫等地清剿在地的游擊隊。布蘭登堡部隊於戰爭結束前數個月被改編並整併為裝甲擲彈兵師。戰爭結束時，部分部隊成員於什勒斯維希-霍爾斯坦向英軍投降，但仍有大量隊員憑藉優秀的反偵蒐技巧躲過了盟軍的追捕，最終去向不明。 

## 背景與成員資格
組建布蘭登堡部隊的構想原先由陸軍情報軍官西奧多·馮·希佩爾上尉所提出。希佩爾最初向威瑪防衛軍提出該構想，但遭後者回絕；他因此與情報機關阿勃維爾負責人威廉·卡納里斯接觸。希佩爾向卡納里斯表示一支接受過敵後作戰訓練且精通外國語言的小型戰術單位將可有效擾亂並破壞敵軍的指揮、通信與後勤系統。卡納里斯起初反對這項提議，認為這與布爾什維克黨人的行徑無異；他甚至開始懷疑希佩爾提出這種構想的動機。不過，希佩爾並未就此放棄，而是轉而遊說其上級長官黑爾姆特·格羅斯庫爾特，後者亦十分支持這項構想；兩人更於1939年9月27日會面商談此事。兩人見面後數日，陸軍參謀部便下令授權建立一支「在西部運作的敵後作戰連隊」。作為阿勃維爾第二部門的一員，希佩爾奉命負責建立該單位。
布蘭登堡部隊以小股單位的方式滲入敵後，專責從事破壞與反破壞工作。儘管該單位經常能以極低的傷亡完成任務，但仍有許多抱持傳統觀念的德國軍官認為布蘭登堡部隊是無用而多餘的。部隊的多數成員均精通外國語言；這項優勢在1940年該單位偽裝為接駁船船員潛入荷蘭的過程中起了很大的作用。1941年，布蘭登堡部隊更以偽裝為塞爾維亞工人的方式滲入南斯拉夫。在巴巴羅薩作戰開始前，布蘭登堡隊員便早已藉著俄羅斯勞工與士兵的偽裝在蘇聯境內活動多時。除此之外，部隊甚至在德軍開赴北非前便先行潛入直布羅陀海峽地區偵察盟軍艦隊的動向。布蘭登堡部隊所直屬的阿勃維爾第二部門在陸軍、空軍與海軍等軍種內均設有一獨立的子單位，其功能與布蘭登堡部隊類似。
由於其先天性質與任務的特殊性，布蘭登堡部隊的許多作風均與傳統士兵迥異。部隊成員會與敵軍士兵聊天、阻撓敵軍命令的傳達、誤導車隊的行進方向並擾亂通訊，同時收集情報。在主力部隊正式入侵蘇聯以前，布蘭登堡部隊便已控制了敵後數座橋梁與重要的戰略設施；這樣的敵後工作持續了數週，直至正規部隊抵達才終於告一段落。
隸屬於阿勃維爾第二部門的情報軍官埃爾溫·馮·拉豪森中校在布蘭登堡部隊下組建了數支由會說波蘭語的西利西亞德意志裔成員組成的戰鬥小隊，專門滲入敵後佔領重要據點並等待正規國防軍部隊前往接收。這些戰鬥小隊的首批成員均為德國公民，且多數從未於軍隊中服役過；他們僅有限度地接受了阿勃維爾的訓練，並由陸軍軍官帶領作戰。這種情況在波蘭戰役後因多數戰鬥小隊成員進入國防軍服役而有所改變。儘管事前訓練不足，但戰鬥小隊的任務要求卻往往非常高。隊員必須身手敏捷，能夠就地取材，擁有高度向心力與團隊精神，同時還必須精通至少一種外國語言並能與該國國民交涉；此外，其體能表現的要求也相當嚴格。儘管早期的布蘭登堡部隊對成員的加入資格設有極端嚴苛的條件，但這種情況卻因至戰爭後期該部隊與正規德軍的整併而逐漸消弭。

## 第二次世界大戰
1939年9月波蘭戰役爆發前夕，身著波蘭平民服飾的德國特種部隊人員趁著夜色跨越德波邊境，企圖在入侵作戰發動當日日出前奪取關鍵戰略據點；這使他們成為第二次世界大戰期間第一支參與作戰行動的特種單位。1939年9月8日，德國特種部隊人員在上西利西亞的城鎮希隆斯克地區謝米亞諾維采內處決了6名波蘭人，隨後又於1939年10月1日在諾威畢托姆處決了18人。除此之外，卡托維治亦發生了規模更大的屠殺事件，最終數百人遭槍決身亡。在入侵波蘭後僅僅兩週內，布蘭登堡部隊已經「屠戮了多達13個波蘭城鎮與村莊內」。
1939年12月15日布蘭登堡部隊由原始的連級規模擴增為營。擴編後，部隊奉命開赴羅馬尼亞保護當地的油田，稍後又奉派至土耳其守衛該地的鉻原料產地。布蘭登堡營如今轄有四個連，分別依據成員背景加以編制劃分；大體而言，成員可分為：
- 波羅的海或俄羅斯地區出身人員（波罗的海德意志人）
- 曾居住於英語語系、葡萄牙語語系與北非地區人員
- 蘇台德地區出身且會講捷克語、斯洛伐克語與羅塞尼亞語的德意志裔人員
- 波蘭人、白俄羅斯人、俄羅斯人與烏克蘭人。

1940年春季在對比利時與荷蘭的攻勢中，布蘭登堡部隊證明了自己在「預先為古德里安的裝甲部隊佔領重要據點」一事上具有重要的戰略價值。布蘭登堡營第3連滲入比利時，埃爾溫·馮·拉豪森中校興奮地回報道：「（布蘭登堡部隊）成功奪取了61個目標中的42個，現已由後方的其他單位接手。」由於在比利時與荷蘭的出色表現，布蘭登堡部隊成為當時西線德軍單位中受勳與獲獎最多者，也因此贏得了阿勃維爾負責人威廉·卡納里斯的器重與讚譽。1940年5月27日，國防軍最高統帥部參謀總長威廉·凱特爾寫信向卡納里斯表示布蘭登堡部隊的表現「非常出色」；納粹德國元首阿道夫·希特勒稍後在為部隊授獎時亦再次引述了此說法。在總規模600人的布蘭登堡營中，共有約75%的成員獲得希特勒親自頒授的鐵十字勳章。
布蘭登堡部隊於1940年4月參與了入侵斯堪地那維亞地區的威瑟演習作戰，負責奪取丹麥與挪威境內的重要戰略設施；該部隊稍後亦參與了入侵巴爾幹地區的瑪莉塔作戰中。1941年4月6日，在瑪莉塔作戰中，布蘭登堡營的成員們成功佔領了一座橫跨發達河的重要橋梁與多瑙河岸的一處名為「鐵門」的谷地。不久後，部隊又佔領了尤比亞島。在1941年6月入侵蘇聯的初始階段中，布蘭登堡部隊亦奉命在德軍正式發動攻勢前潛入蘇聯境內破壞電力設施與通訊纜線，並散播錯誤訊息。1941年6月28日，部隊成功奪取了拉脫維亞南部城市陶格夫匹爾斯境內橫跨於道加瓦河的數座橋梁；行動過程中布蘭登堡營第8連成員渡河，並在蘇聯激烈的反擊下戍守河岸陣地長達兩個小時。自1942年6月起至1943年2月止，布蘭登堡部隊在埃及、利比亞與突尼西亞等地秘密執行了大量旨在切斷北非盟軍補給線的任務。
1942年8月上旬，由62名波羅的海德意志人與蘇台德德意志人組成的布蘭登堡小隊在指揮官亞德里安·馮·福克薩姆的領導下深入蘇聯領土，成為當時滲入距離最遠的德軍單位。他們奉命奪取並堅守邁科普地區的油田。透過偽裝為蘇聯內務人民委員部人員並駕駛蘇聯卡車的方式，福克薩姆的小隊成功穿越蘇軍防線，深入敵境。行進過程中，小隊成員遭遇大量逃離前線的紅軍士兵；福克薩姆抓住機會，說服這些逃兵返回崗位，並趁機利用這些紅軍戰士作為掩護在蘇軍防線間暢行無阻。
布蘭登堡部隊的部分單位不久後即被送往巴爾幹地區清剿當地的游擊隊。1944年5月22日，部分被編入第500親衛隊空降獵兵營的布蘭登堡成員參與了旨在抓捕南斯拉夫游擊隊領袖約瑟普·布羅茲·狄托的跳馬作戰，但以失敗告終。1943年中旬，許多布蘭登堡的下轄單位已撤離巴爾幹半島，並奉派前往為義大利士兵進行繳械。布蘭登堡部隊隨後亦在納粹德國空軍空降部隊的協助下自英軍與投降盟軍的義大利士兵手中重奪科斯島。
至1944年9月時，德軍對特種部隊的需求已不復存在。此時規模已擴張為師的布蘭登堡部隊被改編為布蘭登堡步兵師，並奉派開赴東線戰場。包含指揮官亞德里安·馮·福克薩姆在內的1,800名前布蘭登堡成員被改編入親衛隊中央獵兵群下轄的第502親衛隊獵兵營，由親衛隊旗隊領袖奧托·斯科爾茲內指揮。儘管如此，這些成員在多數時候事實上是與親衛隊東方獵兵群一同作戰，直至戰爭結束。
布蘭登堡步兵師則與大德意志裝甲擲彈兵師一同被編入大德意志裝甲兵團。1944年下旬，布蘭登堡師擴編了一個裝甲團，名稱同時被改為「布蘭登堡裝甲擲彈兵師」，隨後再度返回前線。該師參與了在在梅梅爾地區的激烈戰鬥；戰役失敗後，剩餘成員與大德意志師一同乘坐渡輪撤往皮勞。殘存的布蘭登堡師在皮勞附近的戰鬥中幾乎遭到殲滅，最終僅有約800人成功逃往維斯瓦沙嘴的狹長地帶。雖然部分倖存成員於1945年5月戰爭結束時在什勒斯維希-霍爾斯坦向英軍投降，但更多成員則憑藉高超的藏匿技巧逃過了搜捕，最終去向不知所終。少數成員獲選加入法國外籍兵團，並隨部隊前往法屬中南半島作戰。

## 附屬單位

### 柏格曼營
柏格曼營是第二次世界大戰期間隸屬於阿勃維爾的軍事單位，由五個由德軍軍官指揮的連構成，其成員為來自蘇聯高加索地區的志願者。至1941年10月時，營內成員主要由流亡分子與蘇聯戰俘組成。作為布蘭登堡部隊的一部分，柏格曼營由西奧多·奧柏蘭德中校指揮，並在米滕瓦爾德等地與山地獵兵部隊一同接受訓練。1942年3月時，該營下轄五個連，總計500名德意志人與900名高加索人。
1942年8月，柏格曼營奉派至東線戰場，隨後即在高加索戰役中參與了第一場戰鬥。該單位接著奉命前往莫茲多克、納爾奇克與礦水城等地執行反游擊與偵察任務，同時在格羅茲尼地區實施顛覆活動。1942年年底時，柏格曼營成功突襲了一處蘇軍防線，俘獲300名紅軍投誠者，並掩護了自高加索地區撤退的德軍部隊。1943年2月，柏格曼營在克里米亞與蘇聯游擊隊以及正規部隊爆發了一系列戰鬥，最終與其他東方軍團一樣，於1943年年底遭到擊潰。規模已大幅縮水的柏格曼部隊奉命轉往波蘭與希臘等地執行警察勤務。

### 夜鶯與羅蘭營
正式名稱為「夜鶯特種任務群」的夜鶯營與正式名稱為「羅蘭特種任務群」的羅蘭營是隸屬於布蘭登堡部隊第1營的的附屬單位。兩者的前身「烏克蘭軍團」於1941年2月25日由阿勃維爾負責人威廉·卡納里斯建立，其成員主要由波蘭佔領區內擁有烏克蘭血統的烏克蘭民族主義者組織成員構成。
1941年5月，德軍指揮部決定將規模700人的烏克蘭軍團分為「夜鶯」與「羅蘭」兩個營；其中夜鶯營於波蘭西南部村莊紐漢默內進行。烏克蘭方面的指揮官由羅曼·舒赫維奇出任，德軍指揮官則由西奧多·奧柏蘭德擔任。前布蘭登堡成員漢斯－阿爾布雷希特·赫茲納中校受命出任軍事指揮官。夜鶯營獲發傳統的德意志國防軍制服，但在進入利維夫前，成員在肩膀上繫上藍色與黃色的識別標記。相對於穿著正規國防軍制服的夜鶯營，羅蘭營成員只獲發了繡有黃色臂章的捷克斯洛伐克的制服；臂章上則以德語寫著「Im Dienst der Deutschen Wehrmacht」（意為「服役於德意志國防軍」）。除此之外，羅蘭營所使用的頭盔還是奧匈帝國於第一次世界大戰期間使用的過時產品。
約有350名烏克蘭民族主義者組織追隨者在阿勃維爾設於賽伯爾斯多夫的訓練中心內接受訓練。1941年11月，烏克蘭軍團內的烏克蘭成員被改編入第201衛戍營。該營規模共650人，且僅在白俄羅斯短暫服役一年後便遭解散。

### 引用
1. ↑  Lew 1997, The Brandenburg Commandos.
2. ↑  Höhne 1979，第376頁.
3. ↑  Höhne 1979，第376–377頁.
4. 1 2  Höhne 1979，第377頁.
5. ↑  Higgins 2014，第9頁.
6. ↑  Lucas 2014，第10頁.
7. 1 2 3  Lucas 2014，第5頁.
8. ↑  Lucas 2014，第17–18頁.
9. ↑  Duthel 2015，第22–25頁.
10. ↑  Witzel 1990，第119–120頁.
11. ↑  Witzel 1990，第120頁.
12. ↑  Witzel 1990，第128頁.
13. ↑  Bassett 2011，第177頁.
14. ↑  Schuster 1999，第657頁.
15. ↑  Jankowski & Religa 1981，第100頁.
16. ↑  Warzecha 2003，第55–60頁.
17. ↑  Gilbert 1989，第8頁.
18. ↑  Adams 2009，第50頁.
19. ↑  Witzel 1990，第121頁.
20. ↑  Higgins 2014，第10頁.
21. ↑  Bassett 2011，第191頁.
22. ↑  Höhne 1979，第414頁.
23. ↑  Höhne 1979，第414–415頁.
24. ↑  Höhne 1979，第415頁.
25. ↑  Spaeter 1982，第47–54頁.
26. ↑  Higgins 2014，第11頁.
27. ↑  Brockdorff 1967，第427頁.
28. ↑  Bellamy 2007，第183頁.
29. ↑  Spaeter 1982，第144–150頁.
30. ↑  Spaeter 1982，第250–273頁.
31. ↑  Higgins 2014，第50–52頁.
32. ↑  Eyre 2006，第362–370頁.
33. ↑  Smith & Walker 1974，第116–127頁.
34. ↑  Adams 2009，第51頁.
35. 1 2  Higgins 2014，第76頁.
36. ↑  Dear & Foot 1995，第122頁.
37. ↑  Bartov 2001，第10頁.
38. ↑  Schuster 1999，第657–658頁.
39. ↑  Hoffmann 1991，第46–47, 56, 195, 267頁.
40. ↑  Abbott 2004，第47頁.
41. ↑  Patrylyak 2004，第271–278頁.
42. ↑  Patrylyak 2004，第272–277頁.
43. ↑  Patrylyak 2004，第287頁.
44. ↑  Patrylyak 2004，第371–382頁.

### 圖書
- Abbott, P. E. . Oxford: Osprey. 2004. ISBN 978-1-84176-668-3.
- Adams, Jefferson. . Lanham, MD: Scarecrow Press. 2009. ISBN 978-0-81085-543-4.
- Ailsby, Christopher. . Staplehurst, UK: Spellmount. 2000. ISBN 978-1-86227-109-8.
- Bartov, Omer. . New York: Palgrave Macmillan. 2011. ISBN 978-0-33394-944-3.
- Bassett, Richard. . New York: Pegasus Books. 2011. ISBN 978-1-60598-450-6.
- Bellamy, Chris. . Vintage Books. 2007. ISBN 978-0-375-72471-8.
- Brockdorff, Werner. . Wels: Verlag Welsermühl. 1967. ISBN 3-88102-059-4 （德语）.
- Dear, Ian; Foot, M.R.D. (编). . Oxford; New York: Oxford University Press. 1995. ISBN 978-0-19-534096-9.
- . Bundesarchiv.   [September 28, 2016]. （原始内容存档于2016年3月7日）.
- Duthel, Heinz. . Norderstedt: BoD. 2015. ISBN 978-3-73476-781-4 （德语）.
- Eyre, Wayne Lt.Col. (Canadian Army). . The Journal of Slavic Military Studies (Routledge). 2006, 19 (1): 343–376. doi:10.1080/13518040600697969.
- Gilbert, Martin. . New York: Henry Holt and Company. 1989. ISBN 0-8050-0534-X.
- Higgins, David. . Oxford: Osprey. 2014. ISBN 9781782005995.
- Hoffmann, Joachim.  [Caucasus 1942–43: The German Army and Oriental Peoples of the USSR]. Freiburg: Rombach Druck und Verlagshaus. 1991. ISBN 978-3-79300-194-2 （德语）.
- Höhne, Heinz. . New York: Doubleday. 1979. ISBN 0-385-08777-2.
- Jankowski, Joseph; Religa, Jan.  [Nazi Crimes in the Polish Countryside, 1939–1945]. Warsaw: Książka i Wiedza. 1981 （波兰语）.
- Lefevre, Eric. . Histoire & Collections. 1999. ISBN 978-2-908182-73-6.
- Lew, Christopher. . HistoryNet. 1997  [August 6, 2012]. （原始内容存档于2017-11-08）.
- Lucas, James. . Barnsley: Frontline Books. 2014. ISBN 978-1-84832-737-5.
- Patrylyak, I.K.  [Military activities of the OUN (B) in the years 1940–1942]. Kiev: Shevchenko University Press. 2004 （乌克兰语）.
- Schuster, Carl. . David T. Zabecki, ed.  (编).  Vol. 1. London and New York: Garland Publishing Inc. 1999. ISBN 0-8240-7029-1.
- Smith, Peter; Walker, Edwin. . London: William Kimber Publishing. 1974. ISBN 978-0-71830-422-5.
- Spaeter, Helmuth. . München: Angerer. 1982. ISBN 978-3-92212-800-7 （德语）.
- Warzecha, Bartłomiej.  [German crimes against the insurgents in Silesia in 1939]. Bulletin of the Institute of National Remembrance. 2003, 3 (12-1): 55–60 （波兰语）.
- Witzel, Dietrich F. . Militärgeschichtliches Forschungsamt, eds.  (编). . Bonn: Mittler Verlag. 1990. ISBN 978-3-81320-361-5.